# 다카하시 후미야
다카하시 후미야(일본어: 高橋 文哉, 2001년 3 월 12일~)는 일본의 남성 배우이자, 모델이다.